# Naarda abnormalis
Naarda abnormalis är en fjärilsart som beskrevs av George Francis Hampson 1912. Naarda abnormalis ingår i släktet Naarda och familjen nattflyn. Inga underarter finns listade i Catalogue of Life.